# تيسون ر. روبرتس
تيسون ر. روبرتس (بالإنجليزية: Tyson R. Roberts)‏ هو عالم حيوانات أمريكي، (و. 1940  م).